# 以色列军事情报局
以色列軍事情報局，（羅馬化：Agaf HaModi'in）俗稱阿曼（Aman），為以色列的情報組織，與以色列國家安全局（辛貝特）和以色列情報及特殊使命局（摩薩德）組成以色列情報體制。
為以色列國防部總參謀部所轄，是與情報及特殊使命局（摩薩德）合作的軍事情報機構，成立於1948年。早年共設有三個部門：
- 情報編制處：負責編寫情報、偵蒐各種情報，亦主管全部電子情報，有各種監聽、偷窺系統。
- 情報分析處：負責分析各種情報，尤其觀察各恐怖組織的動向。
- 軍事審查處：負責人員安全檢查工作、反制敵方滲透，直屬局長。